# Єлісаветинська
Єлизаветовська, Єлісаветинська, Єлісаветівська (рос. Елизаветовская) — станиця у гирлі Дону у Єлісаветинському сільському поселенні Азовського району Ростовської області.
Єлисаветинська розташована на острові у 4 км східніше від міста Азов на правому березі річки Дон нижче Ростова й Гнилівської. У центрі станиці площа Майдан.
У станиці лікарня, бібліотека, середня школа й пошта.
У Єлісаветинській станиці проводиться щорічний Донський фольклорний фестиваль та Свято донської кухні.

## Історія

### Скіфське поселення
У кінці VI — початку V сторіччя до Р. Х. тут виник зимівник скіфів, що був заселений більшої частки V сторіччя до Р. Х. К 400 року під впливом грецько-варварської цивілізації поселення стає напівосілим й перетворюється на Єлисаветинське городище. У 350—300 роках до Р. Х. Єлісаветинське городище стає найбільшим у Північно-Східному Надозів'ї містом: адміністративним, торговим, ремесницьким центром, де, ймовірно, перебувало скіфське панство. У місті був грецький міський квартал на суцільному скіфському тлі міста. Територія міста — 44 га, коли площа Танаїса — 20 га. Городище було подвійно обгороджено ровами з насипами по боках. Навколо міста були розташовані курганні могили з найвідомішим «П'ять братів». Функціонування городища припинилося приблизно у 300 році до Р. Х. за міжусобиць у Боспорській державі.

### Грецька колонія Наваріс
У 290-ті роки до Р. Х. у Єлісаветинському городищі влаштовується колонія-емпорія боспорськими греками, ймовірно, з назвою Наваріс (грецьке Ναύαρις). Місто Наваріс загинув не пізніше 260-их років до Р. Х. за просуванням сарматів у Скіфію.

### Козацька станиця
Станиця заснована 1753 року добровільним переселенням козаків з низових донських станиць. Після 1778 року у станицю переселилися козаки розформованого Азовського полку.
1793 року сюди була перевезена дерев'яна церква з Аксайського стану.
До 1807 року станиця називалася Щуча за ряснотою щук.
1824 року зведений кам'яний храм Покрова Пресвятої Богородиці.
На 1859 рік у Єлисаветівській станиці налічувалося 308 дворових садиб; 1344 осіб (586 чоловіків та 758 жінок); православна церква; парохіяльне училище; 2 ярмарки, базар; 85 рибальських ватаг.
Розкопки Єлісаветинського городища проводилися з 1871 року, у тому числі Олександром Міллером.
На 1873 рік у Єлисаветівській станиці налічувалося 488 дворових садиб, 12 кибиток й 52 бездворових садиб; 3504 осіб (1867 чоловіків й 1637 жінок); всього у Єлісаветівському юрті було 1589 дворових садиб, 20 кибиток й 29 бездворових садиб; мешкало 11303 особи (6104 чоловіків й 5199 жінок).
На 1915 рік у станиці мешкало до 10 тисяч осіб, а у юрти — біля 20 тисяч.
1938 року Покровський храм був зруйнований більшовиками.
2015 року зведений міст через Козацький Єрик.

## Пам'ятки
- Отаманська управа Єлісаветинського козацького юрту;
- Садиба отамана Буланова;
- Чоловіча церковно-парохіяльна школа;
- Жіноча дворічна церковно-парохіяльна школа;
- Будинок торгового козака Бухаріна;
- Будинок козака Маноцького.